# Andrzej Pawłowski (adwokat)
Andrzej Pawłowski (ur. 17 listopada 1855, zm. 1 października 1911 w Kleciach) – doktor praw, adwokat, burmistrz Jasła.

## Życiorys
Był synem Kaspra i Marii z domu Wojakiewicz. Ukończył studia prawnicze, uzyskał stopień doktora praw. Pracował jako adwokat. W okresie zaboru austriackiego w ramach autonomii galicyjskiej  od 1901 do 1906 pełnił urząd burmistrza Jasła. W tym czasie przyczynił się do uporządkowania i podniesienia rangi miasta. Otrzymał tytuł Honorowego Obywatelstwa Miasta Jasła.
Jego żoną 26 stycznia 1895 została Honorata, córka Antoniny i Józefa Nowaków, właścicieli ziemskich w Olchowcach koło Sanoka. Miał z nią pięcioro dzieci, w tym Zbigniewa Józefa Świętopełka (ur. 1895)). Zmarł 1 października 1911 w wieku 55 lat w majątku swojej żony w Kleciach. Został pochowany na starym Cmentarzu w Jaśle 3 października 1911.